# Witmarsum
Witmarsum là một đô thị thuộc bang Santa Catarina, Brasil. Đô thị này có diện tích 150,798 km², dân số năm 2007 là 3431 người, mật độ 20 người/km².